# Cyrtauchenius longipalpus
Cyrtauchenius longipalpus is een spinnensoort uit de familie Cyrtaucheniidae. De soort komt voor in Algerije.